# Fuenterroble de Salvatierra
Fuenterroble de Salvatierra là một đô thị ở tỉnh Salamanca, phía tây Tây Ban Nha, cộng đồng tự trị Castile-Leon. Đô thị này có cự ly 54 kilômét so với thành phố tỉnh lỵ Salamanca và có dân số 264 người.

## Địa lý
Đô thị này có diện tích 27.25 km².
Đô thị này nằm ở khu vực có độ cao 951 m trên mực nước biển.
Mã số bưu chính là 37768.